# Obłęd Hegemona
Obłęd Hegemona – oficjalna kontynuacja komiksu Janusza Christy Kajko i Kokosz. Album stanowi formę tzw. spin-offu i skupia się na pobocznych postaciach i wątkach ze świata Kajka i Kokosza. Historie graficzne utrzymane są głównie w konwencji komiksów Christy, jednak rysownicy nie próbowali kopiować wiernie jego stylu, utrzymując całość w swojej własnej kresce. Okładkę stanowiła oryginalna, niewykorzystana ilustracja Janusza Christy stworzona w latach dziewięćdziesiątych XX w. w nieznanym celu. Za kolory na okładce odpowiadał Jacek Skrzydlewski, który wcześniej odpowiadał za kolory w niektórych epizodach serii. Premierze pierwszego od 30 lat komiksu o Kajku i Kokoszu towarzyszył szum medialny w internecie, prasie i innych mediach.
Album zawiera cztery historie:
- Obłęd Hegemona (rys. Sławomir Kiełbus, scenariusz Maciej Kur) koncentrujący się na perypetiach Zbójcerzy.
- Kłusownicy (rysunki i scenariusz - Tomasz Samojlik) koncentrujący się na przygodach Smoka Milusia.
- Coś na muchy (rys. Norbert Rybarczyk, scenariusz Krzysztof Janicz) opowiadający o dzieciństwie Kajka i Kokosza.
- Szkoła zbójowania (rys. Piotr Bednarczyk, scenariusz Maciej Kur) koncentrujący się na przygodach zbója Łamignata.

## Odbiór
Po premierze historie spotkały się zarówno z krytyką, jak i uznaniem ze strony czytelników. Opinie na temat tego, którym autorom udało się uchwycić ducha pierwowzoru, a którym mniej, były podzielone. Przykładowo krytyce poddawano pomysł skupienia się na postaciach pobocznych bardziej niż na tytułowych bohaterach, z kolei humor i oddanie charakterów postaci zachwalano. Mimo głosów krytycznych komiks był jednym z najlepiej sprzedających się komiksów 2016 roku, a rok później ukazała się kontynuacja pt. Łamignat Straszliwy.